# Ausschaltung

Elektroinstallation: Schaltsymbol einpoliger Ausschalter

Eine Ausschaltung dient dazu, ein elektrisches Betriebsmittel entweder ein- oder auszuschalten. Der Begriff verdeutlicht, dass ein Betriebsmittel, das ohne Ausschalter an eine Spannungsversorgung angeschlossen ist, ständig in Betrieb wäre.
Von einer Kontrollausschaltung spricht man, wenn z. B. in den Schalter eine Kontrollleuchte (Glimmlampe, teilweise auch Glühlampe) integriert ist, die leuchtet, sobald der Schalter eingeschaltet wird.
Die Funktion der integrierten Lampe kann so geändert werden, dass sie unabhängig vom Schaltzustand ständig leuchtet oder nur dann, wenn der Schalter ausgeschaltet ist (Orientierungsfunktion) und so das Auffinden des Schalters in dunkler oder unbekannter Umgebung erleichtert.

## Andere Schaltungen
Weitere Schaltungen in der Elektroinstallation sind
- Serienschaltung
- Wechselschaltungen
  - Wechselschaltung
  - Sparwechselschaltung
  - Hamburger Schaltung
  - Kontrollwechselschaltung
- Kreuzschaltung
- Tasterschaltung